# Herb gminy Papowo Biskupie
Herb gminy Papowo Biskupie – symbol gminy Papowo Biskupie, ustanowiony 19 kwietnia 1991.

## Wygląd i symbolika
Herb przedstawia na tarczy w polu niebieskim ruiny zamku (nawiązanie do zamku w Papowie Biskupim) oraz oznaki władzy biskupa (mitra, pastorał i krzyż).